# Афа
Афа (фр. Afa) насеље је и општина у Француској у региону Корзика, у департману Јужна Корзика која припада префектури Ајачо.
По подацима из 2011. године у општини је живело 2.881 становника, а густина насељености је износила 243,33 становника/km². Општина се простире на површини од 11,84 km². Налази се на средњој надморској висини од 110 метара (максималној 682 m, а минималној 36 m).

## Демографија
| 1962. | 1968. | 1975. | 1982. | 1990. | 1999. | 2011. |
| ----- | ----- | ----- | ----- | ----- | ----- | ----- |
| 435   | 474   | 667   | 1.102 | 1.726 | 2.055 | 2.881 |

График промене броја становника у току последњих година